# 元瑛
元瑛（489年—525年1月18日），河南郡洛阳县（今河南省洛阳市东）人，魏孝文帝元宏的幼女，宣武帝元恪同母妹，母高照容，封長樂公主。

## 生平
元瑛個性灑脫，靈太后當國時，曾帶著皇親國戚共男女一百多人到皇宮的絹庫遊樂，下詔每個人都可以盡力去扛庫裡的絹布，能拿多少就賞賜多少。眾人一擁而上，年邁的陳留公李崇在力搶時閃到了腰，章武王元融因為背得太多摔倒而扭傷腳，靈太后大笑命奪其絹，他們只好空手而出。其他有搶到兩百匹年輕力壯者。只有元瑛拿了二十匹輕鬆出門，表示行動雖不異於大眾但並不想多要，世人皆稱讚其廉潔。
高猛（高照容長兄高琨子）尚長樂公主元瑛之前，和一個情婦生了一個兒子，婚後不敢告知元瑛，直到重病將死才道出此子的存在。元瑛便將此子迎回為高猛送終。此子不久也去世，高猛一門無後繼承。北魏孝明帝孝昌元年十二月廿日（526年1月18日），元瑛在洛陽壽安里去世，虚岁三十七。魏孝明帝和灵太后悲痛哀悼，魏孝明帝诏令说：“高氏姑长乐长公主，四德早徽、柔仪播誉，方享遐愿，式昭懿范。奄至薨背，哀恸抽惋，不能自任。可赠杂彩八十匹、绢八百匹、布八百匹，给东苑秘器、蜡三百斤。派遣鸿胪监护丧事。”孝昌二年三月七日（526年4月4日），元瑛与司空文公高猛合葬。